# 阿薩菲耶
33°50′N 2°59′E / 33.833°N 2.983°E
阿薩菲耶（阿拉伯语：‎），是阿爾及利亞的城鎮，位於該國中部艾格瓦特省，由西迪邁赫盧夫區負責管轄，面積420平方公里，2008年人口5,618，人口密度每平方公里13人。